# 10 г. пр.н.е.
10 (десета) година преди новата ера (пр.н.е.) е обикновена година, започваща във вторник, сряда или четвъртък или високосна година, започваща във вторник или сряда по юлианския календар.

## Събития

### В Римската империя
- Консули на Римската империя са Африкан Фабий Максим и Юл Антоний.
- По нареждане на император Август в Рим за първи път е докаран обелиск от Египет, който служи като символ на римското завоевание на тази страна и като гномон на колосален слънчев часовник изграден на Марсово поле.[1]
- В Панония римляните основават Аквинкум.[2]

#### В Юдея
- Завършва мащабният строителен проект на Ирод Велики за преобразяване на незначителното селище „Кулата на Стратон“. Построеният нов внушителен град е официално осветен и кръстен Цезареа в чест на император Август като към името е прибавено Маритима, за да може той да се отличава от другите градове носещи такова име.[3][4]

## Родени
- 1 август – Клавдий, римски император (умрял 54 г.)
- Ирод Агрипа I, цар на Юдея (умрял 44 г.)
- Домиция Лепида, дъщеря на Луций Домиций Ахенобарб и Антония Старата